# Ramón Borrell
Ramón Borrell (Barcelona, 26 de mayo de 972-Barcelona, 25 de febrero de 1017), conde de Barcelona, y duque de Hispania Citerior. Hijo de Borrell II y de Letgarda de Roergue. Asociado al poder por su padre en el 988, gobernó en solitario a partir de 992.
En 992 se casó con Ermesenda de Carcasona con quien tuvo dos hijos: Estefanía Ramón (circa 995) y Berenguer Ramón (circa 1006).
Durante los años 1000-1002 fue objeto de diversas incursiones de Almanzor. En el 1003 dirigió una expedición a Lérida a la que respondió con una nueva razia el hijo de Almanzor, Abd al-Malik al-Muzaffar.
En el año 1010, aprovechándose de que el Califato de Córdoba había entrado en un proceso de descomposición en taifas, organizó una expedición a Córdoba junto con su hermano Ermengol I de Urgell, Bernat de Besalú y Wádih, caudillo musulmán partidario de Muhámmad al-Mahdi. La expedición derrotó a Sulaimán cerca de Córdoba, lo que puso fin de forma definitiva al dominio musulmán sobre el Condado de Barcelona. Además, la relación directa con el papa Silvestre II reforzó su independencia respecto al reino franco. En los años 1015 y 1016 realizó nuevas expediciones al Ebro y al Segre.
Durante estas incursiones, sobre todo en la del año 1010, además de victorias militares se obtuvieron importantes botines, principal causa de la participación de los nobles en la guerra. La expansión hacia el sur del condado estaba, empero, bloqueada por las importantes plazas musulmanas de Tarragona, Lérida, Barbastro y la nueva Taifa de Zaragoza. Esta barrera impidió durante casi un siglo la extensión del condado barcelonés hacia el mediodía.
En cuanto a la política interna, Ramón Borrell estimuló la repoblación de la zona oriental de la Segarra, la Cuenca de Barberá y el Campo de Tarragona. Impulsó también la construcción de la catedral de Barcelona.
Siguiendo el ejemplo de su padre, se abstuvo de renovar el juramento de lealtad a los reyes francos. Borrell II fue requerido para prestar juramento de fidelidad al nuevo rey franco pero no consta que el conde barcelonés acudiese a la llamada mientras el rey franco acudía al norte a resolver un conflicto. Esto ha sido interpretado como el punto de partida de la independencia de hecho del condado. La independencia de iure fue obtenida por el rey Jaime I en el tratado de Corbeil (1258).[cita requerida]
Ramón Borrell fue también el primer Conde de Barcelona que acuñó moneda con su imagen y su nombre, Raimundus. Asimismo, dispuso con total libertad del patrimonio fiscal del condado, emitió preceptos e hizo concesión de diversos privilegios: es decir, tal como señala Santiago Sobrequés, gobernó «como un soberano en la plenitud de sus atribuciones».
A su muerte en 1017 le sucedió su hijo Berenguer Ramón I, que compartió el poder con su madre Ermesenda.